# Neverland (azienda)
Neverland (株式会社ネバーランドカンパニー?, Kabushiki-gaisha Nabārando Kanpanī) è stata un'azienda giapponese produttrice di videogiochi. Fondata nel 1993 e celebre per le serie Rune Factory e Lufia, è fallita nel novembre 2013. Parte dello staff è stato assunto in Marvelous per lo sviluppo di Lord of Magna: Maiden Heaven.
Tra i titoli sviluppati da Neverland figurano Lufia & the Fortress of Doom (1993), Chaos Seed (1996) e Record of Lodoss War (2000).